# Múm
Múm (prononcé [muːm], « moum », et stylisé múm) est un groupe de musique expérimentale islandais, dont le style est caractérisé par des vocalises mixtes, des sons électroniques glitch et un ensemble d'instruments plus ou moins traditionnels.
La musique de Múm est un mélange de glitch, d'electronica et de post-rock. Les fonds rythmiques sont souvent faits de petits sons électroniques qui s'intègrent avec les plages mélodiques simples et planantes.

## Biographie

### Le nom
D'après une interview tirée du magazine Fókus, le nom « Múm » viendrait du fait que la forme du mot représente deux éléphants enlaçant leurs trompes[réf. souhaitée].

### Le groupe
Múm est resté un collectif de musiciens créé en 1997 par Gunnar Örn Tynes et Örvar Þóreyjarson Smárason, et ont été rejoints un an plus tard par les sœurs jumelles Gyða et Kristín Anna Valtýsdóttir. En 2002, après leur première tournée américaine, Gyða quitta le groupe pour reprendre ses études à Reykjavík. Peu après le départ de cette dernière, Ásthildur Valtýsdóttir les rejoint en tant que chanteuse, et Serena Tideman remplace Gyða au violoncelle lors de leur tournée européenne. Peu après, le groupe inclut Ólöf Arnalds and Hildur Guðnadóttir. En 2006, Kristín quitte également le groupe.
Leur quatrième album, intitulé Go Go Smear the Poison Ivy, a été enregistré en 2006 et est sorti le 24 septembre 2007. En novembre 2007, Múm a fait une tournée sur la Côte Est des États-Unis avec le musicien allemand folk "Hauschka" Bertelmann. Ils rentrent au printemps 2008 avec la même set list.
En août 2008, ils annoncent sur leur site officiel que « Múm est lentement, mais sûrement en train de travailler leur nouvel album ». Ils révèlent également des photographies les montrant lors de l'enregistrement sur leur page MySpace. Le 22 mai 2009, lors d'un concert à Burgos (Espagne), Múm a joué des morceaux de leur nouvel album, Sing Along to Songs You Don't Know. Il est apparu en téléchargement sur l'interface Gogoyoko le 17 août 2009, et en CD le 24 août 2009.
Ils jouent sur la même scène que leurs concitoyens de Sigur Rós, avec qui ils ont enregistré le morceau Syndir Guds.

## Discographie

### Albums
- Yesterday Was Dramatic – Today Is OK (TMT, 2000; reissue Morr Music, 2005)
- Finally We Are No One (Fat Cat Records, 2002)
- Loksins erum við engin (Smekkleysa Records, 2002) — la version islandaise de "Finally We Are No One"
- Summer Make Good (Fat Cat Records, 2004)
- Go Go Smear the Poison Ivy (Fat Cat Records, 2007)
- Sing Along to Songs You Don't Know (Morr Music, 2009)
- Smilewound (Morr Music, 2013)

### Compilations
- Blái Hnötturinn (2001) — Bande Originale
- Motorlab #2 (2001) — contribution sur 3 pistes de l'album de Kitchen Motors
- Please Smile My Noise Bleed (Morr Music, 2001) — 3 nouvelles chansons + Remixes
- Remixed (TMT, 2001) — Versions de Yesterday Was Dramatic - Today Is Ok
- Fálkar (Smekkleysa Records, 2002) — ont contribué sur "Grasi Vaxin Göng"
- Wicker Park (soundtrack) (Lakeshore Records, 2004) — ont contribué sur "We Have a Map of the Piano"
- Screaming Masterpiece (2005) — apparition dans le documentaire, avec la vidéo de "Green Grass of Tunnel" et ont joué le même morceau dans la Bande Originale.
- Friends of the Random Summer (2005) — 3 CD, non officiel.
- Kitchen Motors Family Album/Fjölskyldualbúm Tilraunaeldhússins (Spring 2006) — contribution sur "Asleep in a Hiding Place"
- Early Birds: A Compilation of Early Recordings, Rare Music and Forgotten Songs from 1998-2000 or Thereabouts (2012)

### EPs
- The Ballað of the Broken Birdie Records (TMT, 2000)
- Dusk Log (Fat Cat Records, 2004)
- The Peel Session (Fat Cat Records, 2006) (Maida Vale 4 Studio 2002)

### Singles
- « Green Grass of Tunnel » (Fat Cat Records, 2002)
- « Nightly Cares » (Fat Cat Records, 2004)
- « They Made Frogs Smoke 'til They Exploded » (Fat Cat Records, 2007)
- « Marmalade Fires » (Fat Cat Records, 2007)